# My Whole Life Is Thunder
"Mazel Tov, Dummies!" é o oitavo episódio da sétima e última temporada da série de televisão de comédia de situação norte-americana 30 Rock, assim como o 131.º da série em geral. O seu argumento foi co-escrito por Jack Burditt e Colleen McGuinness, que também respetivamente assumem os títulos de produtor executivo e produtora no seriado, enquanto a realização ficou sob responsabilidade de Linda Mendoza. A transmissão original deste episódio decorreu nos Estados Unidos na noite de 6 de Dezembro de 2012 através da rede de televisão National Broadcasting Company (NBC). Dentre os artistas convidados estão inclusos Will Forte, Elaine Stritch, Andrea Martin, Steve Whitmire, Christine Pedi, e Will Ferrell. Outras participações foram das personalidades Pat Battle, Florence Henderson, Gayle King, Judy Gold, Sue Simmons e Wendy Williams, com todas desempenhando versões fictícias de si próprias. Lorne Michaels, produtor executivo de 30 Rock, também fez uma participação vocal no episódio.
O episódio explora temas como o ciúme, a perda e a necessidade de atenção. Liz Lemon (interpretada por Tina Fey) ainda está entuasiasmada por ter contraído matrimónio no episódio anterior, mas o seu ânimo é ofuscado quando a sua amiga Jenna Maroney (Jane Krakowski) fica com ciúmes e se sente negligenciada porque o casamento de Liz roubou as atenções da sua próxima celebração, o seu papel como estrela de um espetáculo de uma só mulher. Entretanto, Jack Donaghy (Alec Baldwin) lida com a morte da sua mãe Colleen (Stritch) e, apesar da relação difícil entre eles, decide organizar um funeral extravagante em sua honra. Tracy Jordan (Tracy Morgan) oferece-se para fazer um elogio sincero, mas acaba por tornar o momento ainda mais caótico.
As críticas recebidas por "My Whole Life Is Thunder" de especialistas em televisão do horário nobre foram, em geral, positivas. Os julgamentos destacam a mistura de absurdez e emoção genuína da série na sua última temporada, centrada nas consequências do casamento de Liz e na rivalidade que se seguiu com a sua melhor amiga, Jenna. Os críticos notaram que a exclusão de Jenna do casamento permitiu uma exploração mais profunda da personagem, enquanto o seu plano de vingança mostrou o brilhantismo cómico de Jane Krakowski. A trama de Kenneth foi vista como uma reflexão do impacto de personagens fictícias na vida real, enquanto a de Jack e a morte inesperada da sua mãe foi constatada como um reforço da capacidade de 30 Rock de navegar pela complexidade emocional no meio da sua irreverência caraterística.
Na sua transmissão original, conforme as estatísticas anunciadas pelo serviço de mediação de audiências Nielsen Ratings, o episódio foi assistido em 3,22 milhões de domicílios norte-americanos. Além disso, foi-lhe atribuída a classificação de 1,1 e três de share no perfil demográfico dos telespectadores entre as idades dos dezoito aos 49 anos. Os desempenhos dos artistas convidados Will Forte e Elaine Stritch em "My Whole Life Is Thunder" renderam-lhes nomeações aos prémios Emmy do horário nobre. Para Stritch, esta foi a sua quinta pelo seu trabalho em 30 Rock.

## Produção
"My Whole Life Is Thunder" é o oitavo episódio da sétima e última temporada de 30 Rock. O seu enredo foi co-redigido por Jack Burditt e Colleen McGuiness. Para Burditt, que também desempenha funções como produtor executivo no seriado, este foi o seu 18.º e penúltimo crédito como guionista, enquanto para McGuiness, que também desempenha funções como produtora na série, este foi o seu segundo e último. Linda Mendoza foi a realizadora deste episódio, marcando esta a sua segunda e última vez a realizar um episódio para a série.
Em "My Whole Life Is Thunder", a atriz Elaine Stritch fez a sua nona participação em 30 Rock desempenhando Colleen Donaghy, a mãe dominadora e de língua afiada de Jack. A sua nona e última participação em 30 Rock, assim como as do Sapo Cocas, Florence Henderson e Gayle King, foi anunciada a 2 de Dezembro de 2012 através de uma conferência de imprensa da NBC. Colleen é famosa pelas suas duras críticas e frequente desaprovação das decisões do seu filho, incluindo a sua carreira, vida pessoal e relações românticas. Contudo, apesar da sua relação frequentemente conflituosa, existe uma ligação emocional profunda entre os dois, demonstrada pelos temas recorrentes da necessidade de Jack de obter a aprovação da mãe, assim como o contraste entre o seu sucesso profissional e a sua luta pessoal para se relacionar com ela. Esta participação em "My Whole Life Is Thunder" fez de Stritch uma de quatro atores que participaram em todas as temporadas de 30 Rock. Outras personalidades femininas que apareceram neste episódio foram Andrea Martin, Pat Battle, Gayle King, Judy Gold, Sue Simmons e Wendy Williams. A imagem exterior da igreja onde toma lugar o funeral de Colleen é a Igreja de São Tomás, situada na Quinta Avenida, três quarteirões a norte da Catedral de São Patrício. Embora a igreja tenha uma bandeira episcopal, ela era uma católica devota, e o padre visto no funeral usou vestes de um padre católico. O tema "Danny Boy", composto por Frederick Weatherly, foi usado durante o elogio fúnebre.
Os comediantes Will Ferrell e Will Forte, ambos ex-membros do elenco do programa de televisão humorístico Saturday Night Live (SNL), também participaram deste episódio repetindo as suas respetivas performances como Shane Hunter e Paul L'astnamé pela terceira e 11.ª vez. Forte fez ainda uma participação na primeira temporada num papel diferente. O SNL, programa no qual Tina Fey — argumentista-chefe, criadora, produtora executiva e atriz principal de 30 Rock — foi argumentista-chefe entre 1999 e 2006, tem muitas conexões com 30 Rock. Lorne Michaels, produtor executivo de ambos programas, fez também uma participação vocal em "My Whole Life Is Thunder", porém não foi creditada ao longo da sequência de créditos de encerramento. 30 Rock é muitas vezes visto como um reflexo cómico do SNL, e Liz Lemon como uma versão ficcionada de Fey, encarnando as dificuldades de liderar um programa cómico num ambiente dominado por homens, tal como o seu papel na vida real no SNL. Vários outros ex-alunos do SNL já desempenharam papéis importantes ou fizeram participações especiais em 30 Rock, tais como Fred Armisen, Kristen Wiig, Chris Parnell, Jimmy Fallon, Amy Poehler, Julia Louis-Dreyfus, Bill Hader, Jason Sudeikis, Tim Meadows, Molly Shannon, Siobhan Fallon Hogan, Gilbert Gottfried, Tim Meadows, Bobby Moynihan, Rachel Dratch, Will Forte, Jan Hooks, Horatio Sanz, e Rob Riggle. Tanto Tracy Morgan como Fey já integraram o elenco do SNL, com Fey tendo sido ainda a primeira apresentadora feminina do segmento Weekend Update. Além disso, membros da equipa de 30 Rock já trabalharam no SNL, como: John Lutz, argumentista entre 2003 a 2010; Beth McCarthy-Miller, realizadora entre 1995 e 2006; e Steve Higgins, argumentista e produtor de 1995 a 2009. Alec Baldwin, apesar de nunca ter integrado o elenco do SNL, detém o recorde de ser o anfitrião do programa por mais vezes, com dezassete vezes.
Embora os nomes dos atores Scott Adsit e Keith Powell, respetivos intérpretes das personagens Pete Hornberger e James "Toofer" Spurlock em 30 Rock, tenham sido listados ao longo da sequência de créditos de encerramento, eles não participaram de "My Whole Life Is Thunder". Powell esteve ausente de alguns episódios da temporada final devido a uma lesão na perna. Ele havia sido submetido a uma intervenção cirúrgica que o deixou incapacitado durante o tempo no qual as filmagens decorriam. Esta lesão levou-o a criar e a protagonizar uma série digital semi-autobiográfica intitulada Keith Broke His Leg, que relatava com humor as suas experiências durante a recuperação.
30 Rock usa frequentemente o ator norte-americano Mickey Rourke como um ponto de referência cómico para realçar os absurdos da cultura das celebridades e da indústria do entretenimento. O estatuto de Rourke como um ator outrora popular fez dele uma figura ideal para piadas sobre a fama, o envelhecimento e a natureza inconstante de Hollywood. A personagem Jenna Maroney, em particular, usa Rourke como quadro de referência para as suas próprias inseguranças e aspirações, comparando frequentemente as suas batalhas com as dele. Jenna muitas vezes mencionou um suposto caso amoroso que teve com o ator, porém, este caso não terminou muito bem, como ele enviou-lhe um buquê repleto de tarântulas enquanto ela se recuperava de um esgotamento nervoso. Estas referências ou piadas iniciaram no episódio final da terceira temporada, no qual Jenna revela já ter tentado namorar com Rourke. Desde então, ela vem proferindo afirmações sobre como ele tentou matá-la com uma espada de dois gumes, e que ele "reinventou-me, destruiu-me e reconstruiu-me do nada sexualmente." Em "My Whole Life Is Thunder", Jenna, frustrada pelo sucesso de Liz, questiona-se se o próximo feito dela será declarar que Mickey Rourke lhe catapultou para o letreiro de Hollywood. Quando questionada sobre o suposto relacionamento em entrevista para o portal The Hollywood Reporter, a intérprete Jane Krakowski respondeu: "Sim, parece intrigante. Eu pensei muito nisso, e estou um pouco perturbada. Eu não sei, nós de repente escolhemos pessoas. [...] Passou um longo período desde que eu estive com Mickey Rourke..."
Judah Friedlander, intérprete do argumentista Frank Rossitano em 30 Rock, é conhecido pela sua coleção de chapéus de camionista adornados com vários slogans, frases e palavras. Esta caraterística não é apenas um adereço aleatório, mas sim uma parte integrante da personalidade de Frank e do humor da série. Segundo Friedlander, ele desenha e cria estes chapéus pessoalmente, tendo originado chapéus suficientes para usar um diferente em cada cena de 30 Rock, o que se traduz em cerca de três chapéus por episódio. O conteúdo dos chapéus de Frank reflete frequentemente a sua personalidade sarcástica, interesses peculiares ou referências à cultura popular. Alguns exemplos notáveis incluem erros ortográficos, frases nostálgicas e afirmações bizarras que dão uma ideia do carácter de Frank antes mesmo de ele falar. Ocasionalmente, os chapéus são incorporados no enredo, acrescentando uma camada extra de comédia. A personalidade de Friedlander na vida real também envolve o uso de chapéus semelhantes durante as suas actuações de comédia stand-up. Muitas vezes, ostenta nesses chapéus títulos ou capacidades ultrajantes, como "Campeão do Mundo" em diversas línguas, o que contrasta humoristicamente com o seu comportamento descontraído. Em "My Whole Life Is Thunder", Frank usa bonés que leem "Cheese Soup" e "Inappropriate." Friedlander afirmou que Frank é baseado em pelo menos dois guionistas com quem trabalhou durante o tempo de Tina Fey no SNL. Embora a aparência de Frank, incluindo os seus chapéus, seja geralmente consistente ao longo da série, houve uma exceção notável na qual ele apareceu sem o seu boné caraterístico e barbeado, mostrando um aspeto drasticamente diferente.

## Enredo
Furiosa pelo casamento inesperado de Liz Lemon (Tina Fey) ter interferido inadvertidamente com o seu casamento surpresa com o seu noivo Paul L'astnamé (Will Forte), Jenna Maroney (Jane Krakowski) fica determinada a vingar-se dela. Liz será homenageada como uma das oitenta mulheres abaixo dos 80 anos de idade que não são Betty White. Jenna orquestra um plano secreto para desviar o centro das atenções de Liz neste evento. Porém, após se aperceber do plano de Jenna de arruinar o evento com uma tentativa de casamento surpresa, Liz conspira com a mulher responsável pela iluminação do evento para usar luzes pouco lisonjeiras a Jenna, que jamais estaria disposta a subir ao palco em tais condições. No momento em que o plano de Jenna entra em ação, Liz acusa-a de ser uma louca egocêntrica, enquanto Jenna acusa-a de ter arruinado o seu grande dia. Mais tarde, elas fazem as pazes graças a um comprimido que permite a Jenna sentir emoções, e também porque Jenna admitiu agir assim por ter um pouco de ciúmes de como as coisas estavam a correr bem para Liz.
Entretanto, Jack Donaghy (Alec Baldwin) prepara-se para a visita anual de férias da sua mãe Colleen (Elaine Stritch), e desta vez tem alguns truques na manga para lidar com a situação: ao invés de tolerar a sua constante desaprovação, ele não vai fazer absolutamente nada para que ela não tenha nada para criticar. Colleen, conhecida por fingir ataques cardíacos, afirmou não estar a se sentir bem, mas Jack não acreditou. Enquanto passeava pela Cidade de Nova Iorque, Jack depara-se com uma viúva virgem ninfomaníaca (Rebecca Mader) que acabou de completar o seu ano de luto e tem um quarto de hotel e alergia ao látex. Entusiasmado por acompanhá-la ao hotel, nesse preciso momento, a sua mãe liga para informar que ainda se sentia mal e pediu a Jack que fosse ter com ela. Ao invés de irem a um hospital, como o pai de Colleen não matou milhares de alemães para que sua a filha morresse numa ambulância, eles fazem um passeio de carruagem puxada por cavalos até ao hospital, à pedido dela. Em uma conversa, Colleen afirma que "um dia destes, Jack, vais-te virar e eu vou-me embora... sem mais nem menos!" E, logo em seguida, ela falece. Jack interpretou as palavras finais da sua mãe como um sinal final da desilusão dela para com ele, e pretendeu rir-se por último ao elaborar o maior elogio fúnebre da história da humanidade. Usando recursos como histórias emocionantes, anedotas cómicas, um solo de flauta de "Danny Boy", uma interpretação inédita de Sir Paul McCartney e do Harlem Boys Choir, e uma lição sobre a vida após a morte do Sapo Cocas, ele foi bem sucedido. Todavia, apesar do sucesso, o fim do elogio é interrompido pelo casamento surpresa de Jenna e Paul. Jack permite, pois a sua mãe detestaria aquilo.
Em outros lugares, chateado pois a sua namorada Hazel Wassername terminou com ele, Kenneth Parcell (Jack McBrayer) diz a Tracy Jordan (Tracy Morgan) que deseja que a sua vida seja como um programa de televisão, como estes nunca mudam e toda a gente fica na mesma. Tracy começa a pensar e decide tornar os sonhos de Kenneth realidade, pedindo a ajuda da atriz Florence Henderson. Contudo, ao conhecê-la, os dois percebem que ela não é exatamente o que eles esperavam. Mais tarde, Tracy pede a Walter "Dot Com" Slattery (Kevin Brown) e Warren "Grizz" Griswold (Grizz Chapman) para que parassem o elevador para que ele, Kenneth e Florence fossem obrigados a conversar e a recordar coisas, tal como na televisão. A ideia falhou, mas Kenneth percebeu que não queria que a sua vida fosse como a televisão porque a sua vida real, na qual Tracy passou dois dias a tentar animá-lo, é melhor.

## Referências culturais

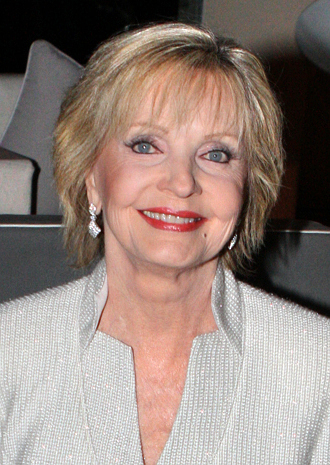
Florence Henderson, antiga membro do elenco de The Brady Bunch, participou deste episódio. Ela foi referida como "Sra. Brady."